# Каражыра
Разрез «Каражыра́» (каз. Қаражыра көмір кеніші) — казахстанское угледобывающее предприятие. Разрабатывается компанией АО «Каражыра», ранее ТОО «Семей комирлери», АО «ФПГ „Семей“» и АО «Семей-Комир». Разрез расположен в Абайской области, на территории бывшего Семипалатинского ядерного полигона. Доля продукции компании на рынке страны в 2008 году — 5 %, согласно данным рейтингового агентства «Эксперт РА Казахстан» на 2015 год занимает 167-е место в списке крупнейших компаний Казахстана.

## История и экология

Испытание 1004 в ~20 км от современной Каражыры

В 1967 году на территории Семипалатинского ядерного полигона было открыто угольное месторождение. В честь 50-летия Октябрьской революции оно было названо Юбилейным. Разведано в 1968-69 годах Семипалатинской геологической экспедицией. Дальнейшие работы по нему были прекращены из-за непосредственной близости площадки «Балапан» Семипалатинского полигона, на которой в период испытаний в вертикальных скважинах был проведён 131 подземный ядерный взрыв.
После распада СССР и прекращения ядерных испытаний Семипалатинского полигона (1949—1991) на месторождении, получившем новое название Каражыра, была организована добыча угля. Согласно постановлению Правительства Казахстана за № 1002 от 8 октября 1993 разрез вошёл в состав Государственной холдинговой компании «Көмір». В середине 1990-х оказался под контролем фирм, аффилированных с Акежаном Кажегельдиным (премьер-министр Казахстана) и Галымжаном Жакияновым (в 1994-97 аким Семипалатинской области), позже основавших финансово-промышленную группу «Семей». Для промышленного освоения угля площадка «Балапан» Б-2 была перестроена в вахтовый посёлок горняков Каражыра, а к разрезу была проведена железнодорожная ветка от города Курчатов (станция Конечная).
В период с 1991 по 2003 годы добыча угля на месторождении велась поочерёдно несколькими компаниями без лицензии. В 2003 году права на недропользование и лицензию приобрела компания «Каражыра ЛТД».
В феврале 2011 года ТОО «Каражыра ЛТД» подало в суд иск о защите деловой репутации на журналистку Юлию Чернявскую. Причиной стала статья «Радиацию — в топку» об экологических проблемах разреза, опубликованная газетой «Мегаполис» 27 декабря 2010 года. Позже компания подала в суд ещё на две казахстанские газеты — Flash! и «Экспресс К» с аналогичной формулировкой.

## Описание и деятельность
Каменный уголь заключён в юрских пластах толщиной 300 м, образующих плоскую синклиналь площадью 10x15 км, вытянутую с северо-запада на юго-восток. Нижний горизонт промышленной угледобычи относится к нижнеюрскому периоду, обладает толщиной 85—90 м и содержит пять угольных слоёв. Верхний горизонт — среднеюрский, толщиной 55—80 м и содержит три угольных слоя. Расстояние между горизонтами составляет 35—40 м. Угольные слои в центре месторождения достаточно толстые, а по краям дробятся и истончаются. Толщина угольных слоёв — 1—3 и 5—13 м, иногда 17—33 м. Глубина залегания угольных слоёв — от 3 до 265 м.
Площадь месторождения, расположенного в 9 километрах от площадки «Балапан», равна 21,4 км². Запасы угля составляют 1,3 миллиарда тонн. Добывается каменный уголь марки Д. Зольность угля — 22 %, низшая теплота сгорания — 4650 ккал/кг, влага — 14 %. Зола угля богата такими элементами, как титан (1,2 %), скандий (46—95 г/т), иттрий (66—79 г/т), бериллий (10—50 г/т), медь (100—300 г/т) и др. Объём добычи на 2014 год составляет около 6 миллионов тонн. По данным журнала «Казахстан» уголь месторождения пригоден для производства редкоземельных металлов.
Технический проект разреза был разработан институтом «Карагандагипрошахт». Проектная мощность составляла 5 миллионов тонн угля в год.
Продукция разреза поставляется населению и всем ТЭЦ городов Усть-Каменогорск (Усть-Каменогорская и Согринская ТЭЦ), Семей (Семипалатинская ТЭЦ-1) и Риддер (Риддерская ТЭЦ), а также металлургическим (ТОО «Казцинк» и подразделения корпорации «Казахмыс» в ВКО) и цементным (ТОО «Цементный завод Семей» и ТОО «Бухтарминская цементная компания») предприятиям Восточно-Казахстанской области. В начале 2000-х уголь экспортировался в Монголию и Турцию, ныне — в Россию (Западная Сибирь, Алтайский край) и Киргизию.
Компания — один из крупнейших налогоплательщиков города Семей, потерявшего статус областного центра в 1997 году и переживший сложный период экономического спада. Основная часть работников разреза являются жителями этого города.

## Владельцы
По состоянию на февраль 2020 года 70 % акций принадлежит семье Эдуарда Огай — председателя Совета директоров АО «Kazakhmys Copper», председателя правления ТОО «Корпорация „Казахмыс“».
- Элина Огай — 24,95 %[1]
- Владислав Огай — 24,95 %[1]
- Эдуард Огай — 20,1 %[1]
- Владимир Джуманбаев — 20 %[1]
- Ерлан Нигматуллин (экс-депутат Сената Парламента РК) — 10 %[1]